# 绒金花属
绒金花属（学名：Lophiola）是纳茜菜科的一属。

## 下属物种
本属包括以下物种：
- 绒金花 Lophiola aurea KerGawl.